# Men in Trees
Men in Trees är en amerikansk TV-serie från 2006 med Anne Heche i huvudrollen som New York-författaren Marin Frist som hamnar i ett litet samhälle i Alaska.